# 209ª Divisione costiera
La 209ª Divisione costiera fu una grande unità di fanteria del Regio Esercito italiano durante la seconda guerra mondiale. Dopo l'armistizio di Cassibile dell'8 settembre 1943, venne ristrutturata come 209ª Divisione ausiliaria dell'Esercito Cobelligerante Italiano.

## Storia
Nel 1941 la difesa delle coste italiane venne organizzata su 10 Settori costieri di Brigata (I, II, IV, V, VI, VII, VIII, IX, X, XI, XII), poi riorganizzati in 17 Brigate costiere (I, IV, IX, X, XI, XIII, XIV, XV, XVI, XVII, XVIII, XIX, XXVIII, XXIX, XXXI, XXXII, XXXIII, XXXIV), basate su reggimenti di fanteria costiera e raggruppamenti di artiglieria costiera. A partire dal 1942, quindici tra settori e brigate vennero trasformati in altrettante divisioni costiere.
Il IX Settore costiero di brigata, costituito l'8 agosto 1941, era stato trasformato nella IX Brigata costiera, su due reggimenti di fanteria ed un raggruppamento di artiglieria. Con la Circolare n. 65750 del 05 aprile 1943 dello stato maggiore del Regio Esercito venne ordinata la smobilitazione e lo scioglimento del Comando della IX Brigata per il 20 aprile e, per lo stesso giorno, la costituzione e la mobilitazione del Comando della 209ª Divisione costiera.
La divisione era di guarnigione in Puglia, schierata tra Foggia e Brindisi su 330 km di costa, da Torre Testa al Saccione; il comando aveva sede a Noicàttaro. Venne rinforzata con la 253ª Legione CC.NN. ed al suo comando venne posta la Difesa porto di Bari, agli ordini del colonnello Francesco Vitucci. La sera dell'8 settembre 1943, costituita una forza di riserva con elementi tratti dalla fanteria e con la 234ª Batteria da posizione costiera, la divisione si scontrò con le truppe tedesche, consegnandosi poi agli Alleati. Il 15 settembre la divisione fu ricostituita come 209ª Divisione ausiliaria in seno al nuovo Esercito Cobelligerante Italiano. Come le unità analoghe, la divisione fu utilizzata per compiti di vigilanza e di lavoro a favore degli Alleati, in particolare al seguito degli inglesi dell'Ottava armata britannica.
La divisione seguì lo spostamento del fronte verso nord. Nel gennaio 1944 il comando era dislocato in provincia di Chieti, con i reparti sparsi tra Puglia ed Abruzzo. Tra la fine dello stesso anno e l'inizio del 1945 il comando venne trasferito ad Osimo e la divisione assunse la responsabilità territoriale su Abruzzo, Umbria e Marche. La forza salì dai 19.000 uomini di gennaio ai 22.000 in aprile. L'unità venne infine sciolta a maggio alla fine delle ostilità in Europa.

## Ordine di battaglia: 1941.[2]
IX Brigata costiera
- 112º Reggimento fanteria costiero
- 115º Reggimento fanteria costiero
- 41º Raggruppamento artiglieria costiero

## Ordine di battaglia: luglio 1943
209ª Divisione costiera
- 15º Reggimento fanteria costiero
- 112º Reggimento fanteria costiero
- 162º Reggimento fanteria costiero (dal 13 settembre assegnato di rinforzo alla 58ª Divisione fanteria "Legnano")
- 253ª Legione CC.NN.
  - CLIV Battaglione CC.NN. "Taranto"
  - CLVI Battaglione CC.NN. "Potenza"
  - 152ª Compagnia CC.NN. mitraglieri
- 264º Nucleo antiparacadutisti
- 432º Nucleo antiparacadutisti
- 434º Nucleo antiparacadutisti
- 41º Raggruppamento artiglieria costiera (su 13 batterie)
- CXCVII Gruppo artiglieria costiera
- 209ª Compagnia mista genio
- Servizi divisionali
- Comando Difesa Porto di Bari (col. Francesco Vitucci)
  - 112º Reggimento fanteria costiero
  - CCCVIII Battaglione fanteria costiero
  - CXXXV Battaglione fanteria costiero
  - XIX Battaglione fanteria presidiario
  - XLI Battaglione bersaglieri d'istruzione
  - IX Battaglione mitraglieri da posizione
  - 692ª Compagnia mitraglieri da posizione motorizzata
  - 15ª Compagnia cannoni controcarro da 47/32 motorizzata
  - LXXXIX Gruppo artiglieria costiera
  - CXCVI Gruppo artiglieria costiera
  - CXCVII Gruppo artiglieria costiera
  - 9ª Compagnia chimica
  - 4º Raggruppamento difesa aeroportuale (della Regia Aeronautica)
    - XI Battaglione avieri
    - VIII Gruppo artiglieria contraerea (su tre batterie)

## Ordine di battagliaː 1945
209ª Divisione ausiliaria
- 401º Reggimento pionieri
- 406º Reggimento pionieri
- 413º Reggimento pionieri
- Servizi divisionali

## Comandanti (1943-1945)
- Gen. B. (ris) Luigi Amato (20 aprile - 31 luglio 1943)
- Gen. B. Pier Giulio Properzj (interinale luglio agosto 1943)
- Gen. D. Roberto Olmi (settembre 1943)